# Momodu Mutairu
Momodu Mutairu (* 2. září 1976) je bývalý nigerijský fotbalista.

## Reprezentační kariéra
Momodu Mutairu odehrál za nigerijský národní tým v roce 1995 celkem 2 reprezentační utkání.

## Statistiky
| Nigérie | Nigérie | Nigérie |
| Roky    | Zápasů  | Gólů    |
| ------- | ------- | ------- |
| 1995    | 2       | 0       |
| Celkem  | 2       | 0       |